# إشبين العريس

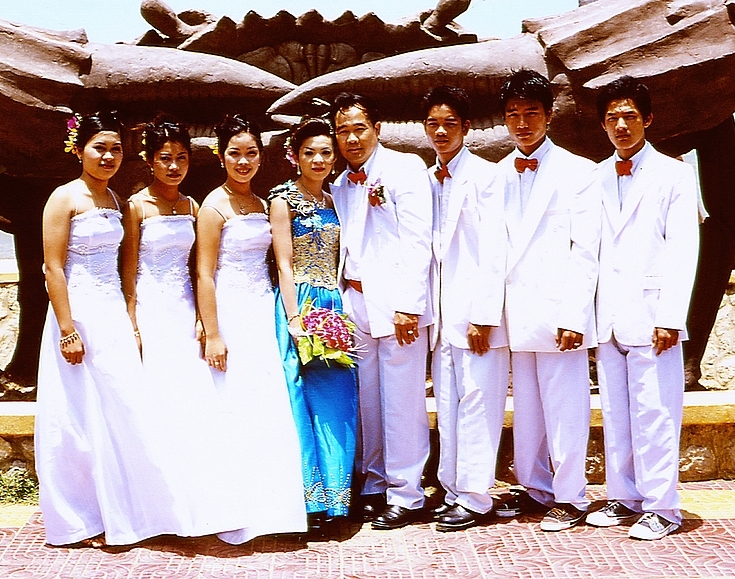
ثلاثة إشبينات نساء يقفون على اليسار وثلاث أشابين رجال يقفون على اليمين ويتوسطهم العريسان في حفل زفاف في كمبوديا.

إشبين العريس أو الشَّبين (جمع: شبائن وأشابنة) والمؤنث شبينة هو أحد الحاضرين الرجال المُرافقين للعريس في حفلات الزفاف، عادةً ما يتم اختيار الإشبين من قِبل العريس نفسه، ويكون غالباً من أصدقائه أو الأشخاص المُقربين له، يٌرادفهم إشبينات العروس وهم النساء اللاتي يُرافقن العروس. ويتم استخدام الاشبين عادةً في الديانات كالمسيحية واليهودية. الإشبين كلمة سريانية (آرامية) قديمة أصلها «شوشبينا» وتعني «وصي» أو «حارس» أو «وكيل» أو مكلف بمسئولية محددة. وكذلك تستخدم في الإطار الكنسي «أشبين المعمودية» المسؤلة عن الأطفال الأيتام جراء الحروب وخلافه.